# Paraneetroplus nebuliferus
Paraneetroplus nebuliferus és una espècie de peix de la família dels cíclids i de l'ordre dels perciformes.

## Morfologia
- Els mascles poden assolir 20 cm de longitud total.[4][5]

## Hàbitat
És una espècie de clima tropical entre 23 °C-30 °C de temperatura.

## Distribució geogràfica
Es troba a Mèxic: conca del riu Papaloapán.